# Рудольф Шнівіндт
Рудольф Шнівіндт (нім. Rudolf Schniewindt; 25 грудня 1875, Ноєнраде — 16 липня 1954, Марбург) — німецький офіцер, генерал піхоти вермахту. Кавалер ордена Pour le Mérite і Німецького хреста в сріблі.

## Біографія
29 жовтня 1892 року поступив на службу в Імперську армію. Учасник Першої світової війни. Після демобілізації армії залишений у рейхсвері. 30 вересня 1931 року вийшов у відставку. 26 серпня 1939 року знову призваний на службу, з 1 вересня — командувач 9-м військовим округом і заступник командира 9-го армійського корпусу. 1 травня 1942 року відправлений у резерв, 30 червня — у відставку. Після Другої світової війни став членом контрольної ради компанії Rudolph Koepp & Co., Chemische Fabrik A.-G.

## Нагороди
- Орден Червоного орла 4-го класу
- Залізний хрест 2-го і 1-го класу
- Орден «За заслуги» (Баварія) 3-го класу з мечами
- Орден Альберта (Саксонія), лицарський хрест 1-го класу з мечами
- Орден Вюртемберзької корони, лицарський хрест з мечами
- Медаль «За відвагу» (Гессен)
- Ганзейський Хрест (Гамбург)
- Хрест «За військові заслуги» (Австро-Угорщина) 3-го класу з військовою відзнакою
- Королівський орден дому Гогенцоллернів, лицарський хрест з мечами
- Pour le Mérite (4 серпня 1918)
- Хрест «За вислугу років» (Пруссія)
- Почесний хрест ветерана війни з мечами
- Хрест Воєнних заслуг 2-го і 1-го класу з мечами
- Німецький хрест в сріблі (12 червня 1943)